# Refugi i cisterna (Garcia)
El Refugi i cisterna és una obra de Garcia (Ribera d'Ebre) inclosa a l'Inventari del Patrimoni Arquitectònic de Catalunya.

## Descripció
Situat en una feixa a pocs metres del camí del barranc de Roianos.
Refugi i cisterna excavats a la roca natural. El refugi és de petites dimensions, amb un espai de menor alçada que devia ser utilitzat com a jaç. En un extrem hi ha l'espai per la foguera, amb una senzilla xemeneia feta amb dues teules. Al costat hi ha una cisterna circular impermeabilitzada amb argamassa. La boca queda parcialment tapada per una paret de pedra i maó. Des de la part superior de la roca que els cobreix, surt una canalització de teula que condueix l'aigua fins al dipòsit. Els màrgens de les feixes del voltant, avui abandonades, són fets de pedra seca.